# Onthophagus betschuanus
Onthophagus betschuanus là một loài bọ cánh cứng trong họ Bọ hung (Scarabaeidae).